# Globus d'Or al millor actor secundari en sèrie, minisèrie o telefilm
El Globus d'Or al millor actor secundari en sèrie, minisèrie o telefilm va ser lliurat per primera vegada el 1970 per l'associació de la premsa estrangera de Hollywood. Aquest guardó és el Globus d'Or que s'atorga al millor actor secundari en sèrie, minisèrie o telefilm.

## Guanyadors per any

### Altres anys
| Any  | Guanyador                   | Sèrie                                            |
| ---- | --------------------------- | ------------------------------------------------ |
| 1970 | James Brolin                | Marcus Welby, M.D.                               |
| 1971 | Ed Asner                    | The Mary Tyler Moore Show                        |
| 1972 | James Brolin                | Marcus Welby, M.D.                               |
| 1973 | McLean Stevenson            | M*A*S*H                                          |
| 1974 | Harvey Korman               | The Carol Burnett Show                           |
| 1975 | Ed Asner Tim Conway         | The Mary Tyler Moore Show The Carol Burnett Show |
| 1976 | Ed Asner                    | Rich Man, Poor Man                               |
| 1977 | No es va donar              | No es va donar                                   |
| 1978 | Norman Fell                 | Three's Company                                  |
| 1979 | Vic Tayback Danny DeVito    | Alice Taxi                                       |
| 1980 | Vic Tayback Pat Harrington  | Alice One Day at a Time                          |
| 1981 | John Hillerman              | Magnum P.I.                                      |
| 1982 | Lionel Stander              | Hart to Hart                                     |
| 1983 | Richard Kiley               | The Thorn Birds                                  |
| 1984 | Paul Le Mat                 | The Burning Bed                                  |
| 1985 | Edward James Olmos          | Miami Vice                                       |
| 1986 | Jan Niklas                  | Anastasia: The Mystery of Anna                   |
| 1987 | Rutger Hauer                | Escape From Sobibor                              |
| 1988 | Barry Bostwick John Gielgud | War and Remembrance                              |
| 1989 | Dean Stockwell              | Quantum Leap                                     |
| 1990 | Charles Durning             | The Kennedys of Massachusetts                    |
| 1991 | Louis Gossett, Jr.          | The Josephine Baker Story                        |
| 1992 | Maximilian Schell           | Stalin                                           |
| 1993 | Jason Alexander             | Seinfeld                                         |
| 1994 | Edward James Olmos          | The Burning Season                               |
| 1995 | Donald Sutherland           | Ciutadà X                                        |
| 1996 | Ian McKellen                | Rasputin                                         |
| 1997 | George C. Scott             | 12 Angry Men                                     |
| 1998 | Gregory Peck Don Cheadle    | Moby Dick The Rat Pack                           |
| 1999 | Peter Fonda                 | The Passion of Ayn Rand                          |
| 2000 | Robert Downey Jr.           | Ally McBeal                                      |
| 2001 | Stanley Tucci               | Conspiracy                                       |
| 2002 | Donald Sutherland           | Path to War                                      |
| 2003 | Jeffrey Wright              | Angels in America                                |
| 2004 | William Shatner             | Boston Legal                                     |
| 2005 | Paul Newman                 | Empire Falls                                     |
| 2006 | Jeremy Irons                | Elizabeth I                                      |
| 2007 | Jeremy Piven                | Entourage                                        |
| 2008 | Tom Wilkinson               | John Adams                                       |
| 2009 | John Lithgow                | Dexter                                           |

### Dècada de 2010
| Any  | Candidats         | Candidats                                                 | Pel·lícula                                     | Paper                |
| ---- | ----------------- | --------------------------------------------------------- | ---------------------------------------------- | -------------------- |
| 2010 |                   | Chris Colfer                                              | Glee                                           | Kurt Hummel          |
| 2010 | Scott Caan        | Hawaii Five-O                                             | Danny Williams                                 |                      |
| 2010 | Chris Noth        | The Good Wife                                             | Peter Florrick                                 |                      |
| 2010 | Eric Stonestreet  | Modern Family                                             | Cameron Tucker                                 |                      |
| 2010 | David Strathairn  | Temple Grandin                                            | Profesor Carlock                               |                      |
| 2011 |                   | Peter Dinklage                                            | Game of Thrones                                | Tyrion Lannister     |
| 2011 | Paul Giamatti     | Too Big to Fail                                           | Ben Bernanke                                   |                      |
| 2011 | Guy Pearce        | Mildred Pierce                                            | Monty Beragon                                  |                      |
| 2011 | Tim Robbins       | Cinema Verite                                             | Bill Loud                                      |                      |
| 2011 | Eric Stonestreet  | Modern Family                                             | Cameron Tucker                                 |                      |
| 2012 |                   | Ed Harris                                                 | Game Change                                    | John McCain          |
| 2012 | Max Greenfield    | New Girl                                                  | Schmidt                                        |                      |
| 2012 | Danny Huston      | Magic City                                                | Ben "The Butcher" Diamond                      |                      |
| 2012 | Mandy Patinkin    | Homeland                                                  | Saul Berenson                                  |                      |
| 2012 | Eric Stonestreet  | Modern Family                                             | Cameron Tucker                                 |                      |
| 2013 |                   | Jon Voight                                                | Ray Donovan                                    | Mickey Donovan       |
| 2013 | Josh Charles      | The Good Wife                                             | Will Gardner                                   |                      |
| 2013 | Rob Lowe          | Behind the Candelabra                                     | Dr. Jack Startz                                |                      |
| 2013 | Aaron Paul        | Breaking Bad                                              | Jesse Pinkman                                  |                      |
| 2013 | Corey Stoll       | House of Cards                                            | Peter Russo                                    |                      |
| 2014 |                   | Matt Bomer                                                | The Normal Heart                               | Felix Turner.        |
| 2014 | Alan Cumming      | The Good Wife                                             | Eli Gold.                                      |                      |
| 2014 | Colin Hanks       | Fargo                                                     | Gus Grimly.                                    |                      |
| 2014 | Bill Murray       | Olive Kitteridge                                          | Jack Kennison.                                 |                      |
| 2014 | Jon Voight        | Ray Donovan                                               | Mickey Donovan.                                |                      |
| 2015 |                   | Christian Slater                                          | Mr. Robot                                      | Mr. Robot.           |
| 2015 | Alan Cumming      | The Good Wife                                             | Eli Gold.                                      |                      |
| 2015 | Damian Lewis      | Wolf Hall                                                 | Enric VIII.                                    |                      |
| 2015 | Ben Mendelsohn    | Bloodline                                                 | Danny Rayburn.                                 |                      |
| 2015 | Tobias Menzies    | Outlander                                                 | Frank Randall / Jonathan "Black Jack" Randall. |                      |
| 2016 |                   | Hugh Laurie                                               | The Night Manager                              | Richard Onslow Roper |
| 2016 | Christian Slater  | Mr. Robot                                                 | Mr. Robot                                      |                      |
| 2016 | Sterling K. Brown | The People v. O. J. Simpson: American Crime Story         | Christopher Darden                             |                      |
| 2016 | John Travolta     | The People v. O. J. Simpson: American Crime Story         | Robert Shapiro                                 |                      |
| 2016 | John Lithgow      | The Crown                                                 | Winston Churchill                              |                      |
| 2017 |                   | Alexander Skarsgård                                       | Big Little Lies                                | Perry Wright         |
| 2017 | David Harbour     | Stranger Things                                           | Jim Hopper                                     |                      |
| 2017 | Alfred Molina     | Feud                                                      | Robert Aldrich                                 |                      |
| 2017 | Christian Slater  | Mr. Robot                                                 | Mr. Robot / Edward Alderson                    |                      |
| 2017 | David Thewlis     | Fargo (sèrie)                                             | V. M. Varga                                    |                      |
| 2018 |                   | Alan Arkin                                                | The Kominsky Method                            | Norman Newlander     |
| 2018 | Kieran Culkin     | Succession                                                | Roman Roy                                      |                      |
| 2018 | Édgar Ramírez     | The Assassination of Gianni Versace: American Crime Story | Gianni Versace                                 |                      |
| 2018 | Ben Whishaw       | A Very English Scandal                                    | Norman Josiffe                                 |                      |
| 2018 | Henry Winkler     | Barry                                                     | Gene Cousineau                                 |                      |